# Pepiseneb
Pepiseneb (även Neferkara Pepiseneb eller Neferkare Pepisenebu) var en farao i Egyptens åttonde dynasti under första mellantiden. Han är den första kungen som återfinns i Turinpapyrusen sedan Neterikare, och bär epitetet Sheri (den yngre). Papyrusen anger också att han regerade i 2 år, 1 månad och 1 dag.